# Enfermedad de Kawasaki
La enfermedad de Kawasaki (también conocida como síndrome de los ganglios linfáticos mucocutáneos) es una enfermedad multisistémica, idiopática, caracterizada por vasculitis que afecta a vasos de pequeño y mediano calibre, especialmente a arterias coronarias provocando clásicamente aneurismas en éstas, además, suele asociarse a algún síndrome mucocutáneo. Este síndrome es llamado así por el médico japonés Tomisaku Kawasaki que en la década de 1960 describió esta enfermedad recién reconocida mayormente en niños.

## Epidemiología
La enfermedad de Kawasaki se presenta con mayor frecuencia en niños, con el 80 % de los pacientes afectados son menores de 5 años. Afecta más a los niños que a las niñas. Esta enfermedad era extremadamente infrecuente en los caucásicos hasta las últimas décadas; aproximadamente entre 2000 y 4000 casos son diagnosticados en los Estados Unidos por año (aproximadamente 1 por 100 000 personas).

## Anatomía patológica
Es semejante a la poliarteritis nodosa (PAN) aunque, en este caso, la necrosis fibrinoide suele ser menos prominente.

## Manifestaciones clínicas
La enfermedad aguda presenta fiebre, eritema, erosión conjuntival, oral, edemas en miembros, eritema en plantas y manos, erupciones cutáneas e hiperplasia de los ganglios linfáticos cervicales y ocasionalmente inflamación cardíaca y de las articulaciones mayores.

## Diagnóstico
Requiere de la presencia de fiebre alta de 5 días o más de duración, junto, al menos, cuatro de los siguientes cinco criterios clínicos:
- Inyección conjuntival bulbar bilateral, no exudativa.
- Alteraciones de labio o mucosa orofaríngea: enrojecimiento intenso y fisuras labiales, exantema orofaríngeo de intensidad variable, lengua de aspecto de fresa.
- Exantema polimorfo (morbiliforme, o semejante al de rubéola o escarlatina), que compromete principalmente tronco y extremidades.
- Edema duro de manos y pies, acompañado o no de enrojecimiento de palmas y plantas. Descamación periungueal en la segunda o tercera semana.
- Linfadenopatía cervical, generalmente única, de más de 1,5 cm de diámetro.

Los pacientes con fiebre de al menos 5 días y menos de cuatro síntomas principales, pueden diagnosticarse de E. Kawasaki cuando se detecten anomalías en las arterias coronarias por ecografía o angiografía.

## Evolución
A menudo es autolimitada. En algunos casos evoluciona produciendo graves complicaciones en las arterias coronarias, con un índice del 10 al 20% de muerte súbita.

## Tratamiento
- Actividad física: reposo hasta la segunda o tercera semana de enfermedad o cuando la fiebre remita por más de tres días.
- Gamaglobulina intravenosa en dosis única de 2 g/kg a pasar en 10 a 12 horas. El tratamiento con gammaglobulina disminuye la incidencia de aneurismas coronarias desde 15 a 20 % hasta 4 a 8 %.
- Ácido acetilsalicílico en dosis inicial de 80 a 100 mg/kg/día vía oral cada 8 horas hasta el día 14 de la enfermedad, y hasta que el niño permanezca afebril por más de 48 horas. Luego continuar con 5 mg/kg/día vía oral por 6 a 8 semanas o hasta que se normalicen las plaquetas o la VSG, o indefinidamente si existe compromiso coronario.